# Jill Quertier
Jill Quertier est une chef décoratrice britannique née en 1936 à Bromley (Angleterre).

## Filmographie (sélection)
- 1974 : Mahler de Ken Russell
- 1975 : Une Anglaise romantique (The Romantic Englishwoman) de Joseph Losey
- 1975 : Galileo de Joseph Losey
- 1979 : Alien, le huitième passager (Alien) de Ridley Scott
- 1979 : Agatha de Michael Apted
- 1981 : Reds de Warren Beatty
- 1982 : Gandhi de Richard Attenborough
- 1983 : La Forteresse noire (The Keep) de Michael Mann
- 1983 : Local Hero de Bill Forsyth
- 1987 : Princess Bride (The Princess Bride) de Rob Reiner
- 1991 : Double vue (Afraid of the Dark) de Mark Peploe
- 1992 : Retour à Howards End (Howards End) de James Ivory
- 1993 : Les Vestiges du jour (The Remains of the Day) de James Ivory
- 1996 : Portrait de femme (The Portrait of a Lady) de Jane Campion
- 1998 : Shakespeare in Love de John Madden
- 2000 : Quills, la plume et le sang (Quills) de Philip Kaufman

## Distinctions

### Récompenses
- Oscars 1999 : Oscar des meilleurs décors pour Shakespeare in Love

### Nominations
- Oscars 2001 : Oscar des meilleurs décors pour Quills, la plume et le sang